# 龙塔街道 (漯河市)
龙塔街道，原为城关镇，是中华人民共和国河南省漯河市郾城区下辖的一个街道办事处。

## 行政区划
龙塔街道下辖以下村级行政区划单位：
巴山路社区、南街社区、陵园路社区、金牛社区、太行山路社区、辽河路社区、海河路社区、北环路社区、井岗山路社区、祁山路社区、华山社区、孟南社区、和平社区和淞江小区社区。